# Aurora Galli
Aurora Galli (Milán, Italia; 13 de diciembre de 1996) es una futbolista italiana. Juega como defensa y su equipo actual es la Juventus de la Serie A de Italia.

## Clubes
| Club              | País   | Año             |
| ----------------- | ------ | --------------- |
| Inter Milán       | Italia | 2011 - 2013     |
| ASD Torres Calcio | Italia | 2013 - 2015     |
| Mozzanica         | Italia | 2015 - 2016     |
| ASDCF Verona      | Italia | 2016 - 2017     |
| Juventus          | Italia | 2017 - presente |

## Palmarés

### Clubes
Torres
- Supercopa de Italia: 2013

Juventus
- Serie A: 2017–18, 2018–19, 2019–20, 2020–21
- Copa Italia: 2018–19
- Supercopa de Italia: 2019, 2020

## Vida personal
Galli vive con la futbolista sueca Nathalie Björn.